# Château du Guilguiffin
Le château du Guilguiffin situé dans la commune de Landudec (Finistère), fait partie des châteaux de Cornouaille. Il fut la résidence de Nicolas Louis de Plœuc , conseiller au Parlement de Bretagne. Construit aux abords de Landudec, le château du Guilguiffin est édifié à l’emplacement d'un ancien manoir. Il est dû à l'architecte finistérien Nicolas Pochic, connu pour avoir travaillé dans le bâti religieux.
Le domaine du Guilguiffin comporte un château construit entre 1750 et 1760, des dépendances, une chapelle, un colombier (classé monument historique), un potager, une cour d'honneur, un parc et un bois. L'ensemble suit une trame stylistique qui le rend monumental, orchestré par le principal élément qui est le granite, pierre symbolique de la Bretagne. 
Le château du Guilguiffin est inscrit aux monuments historiques par arrêté du 7 août 2002.

## Histoire

### Époque Ancienne et Moyen Âge

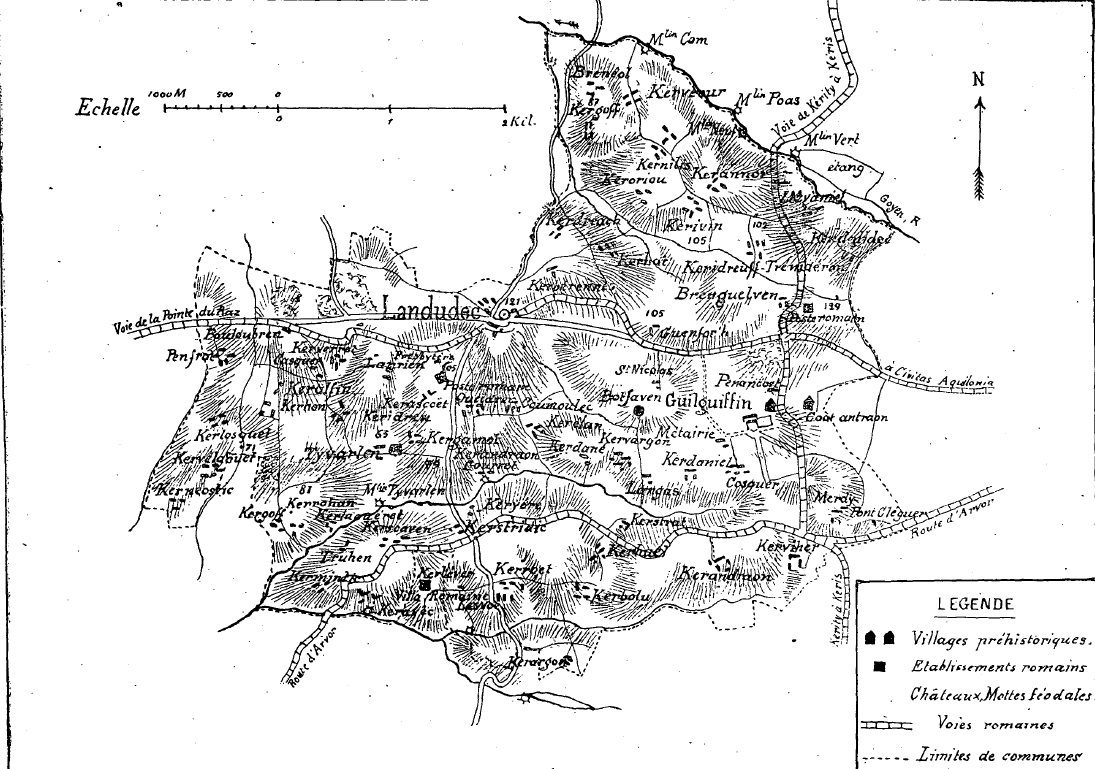
Plan de Landudec par Conen de Saint-Luc.

Le domaine du Guilguiffin est un site ancien, occupé depuis les premiers siècles. Au XIXe siècle, des vestiges de deux villages préhistoriques dans le bois alentour du Guilguiffin ont été découverts. Un des villages s’étend des jardins du château à la ferme de Penancoët, proche d’une voie gauloise. Les vestiges du deuxième emplacement nommé Coat-An-Traon, situé à environ trois-cents mètres du premier vers l’Est, ont quasiment entièrement disparu lors de la construction des avenues menant de la route principale à la demeure noble en 1750. Un four, des maisons et une forge se trouvaient sur ce site. C’est ensuite au XIVe siècle que semble apparaître la première grande bâtisse, le manoir du Guilguiffin. Dans un aveu daté de 1540, il est la possession de Guillaume de Tyvarlen, seigneur du Guilguiffin. Le manoir est, jusqu’au XVIIIe siècle, la résidence principale successive de la famille des Guilguiffin, des Tyvarlen, puis des Plœuc.
Peu de traces subsistent de la première famille, les Guilguiffin, qui semblent s’être éteints à la fin du XIVe siècle. La seigneurie du Guilguiffin devient ensuite propriété des seigneurs de Tyvarlen vers 1540 avec Guillaume, écuyer du duc de Bretagne. Ancienne lignée du Finistère, les Tyvarlen disposaient déjà de terres et d’un château du XIe siècle en Landudec. C’est probablement la famille des Tyrvalen qui fit édifier le manoir médiéval qui resta leur demeure jusqu’à la reconstruction du château en 1750. L’ancien manoir est cependant peu connu et sa date de construction reste indéfinie. En 1917, Gaston Conen de Saint-Luc en donne une courte description dans sa notice sur Landudec dans le bulletin de la Société archéologique du Finistère :
« Le manoir auquel a succédé le château actuel ne devait guère différer des autres maisons fortes qui existaient dans cette partie de la Cornouaille aux XVe et XVIe siècles. Ses dépendances renfermaient tous les services que comportait une résidence seigneuriale : remise à carrosses, forge, boulangerie, pressoir, écuries, bergeries… […] On retrouve également les fondations de deux tourelles d’angle que des courtines crénelées reliaient à la maison du portail. Cette maison, flanquée d’une guette assez élevée, contenait au-dessus de l’entrée voûtée un logis pouvant servir de corps de garde ».

### Époque Moderne

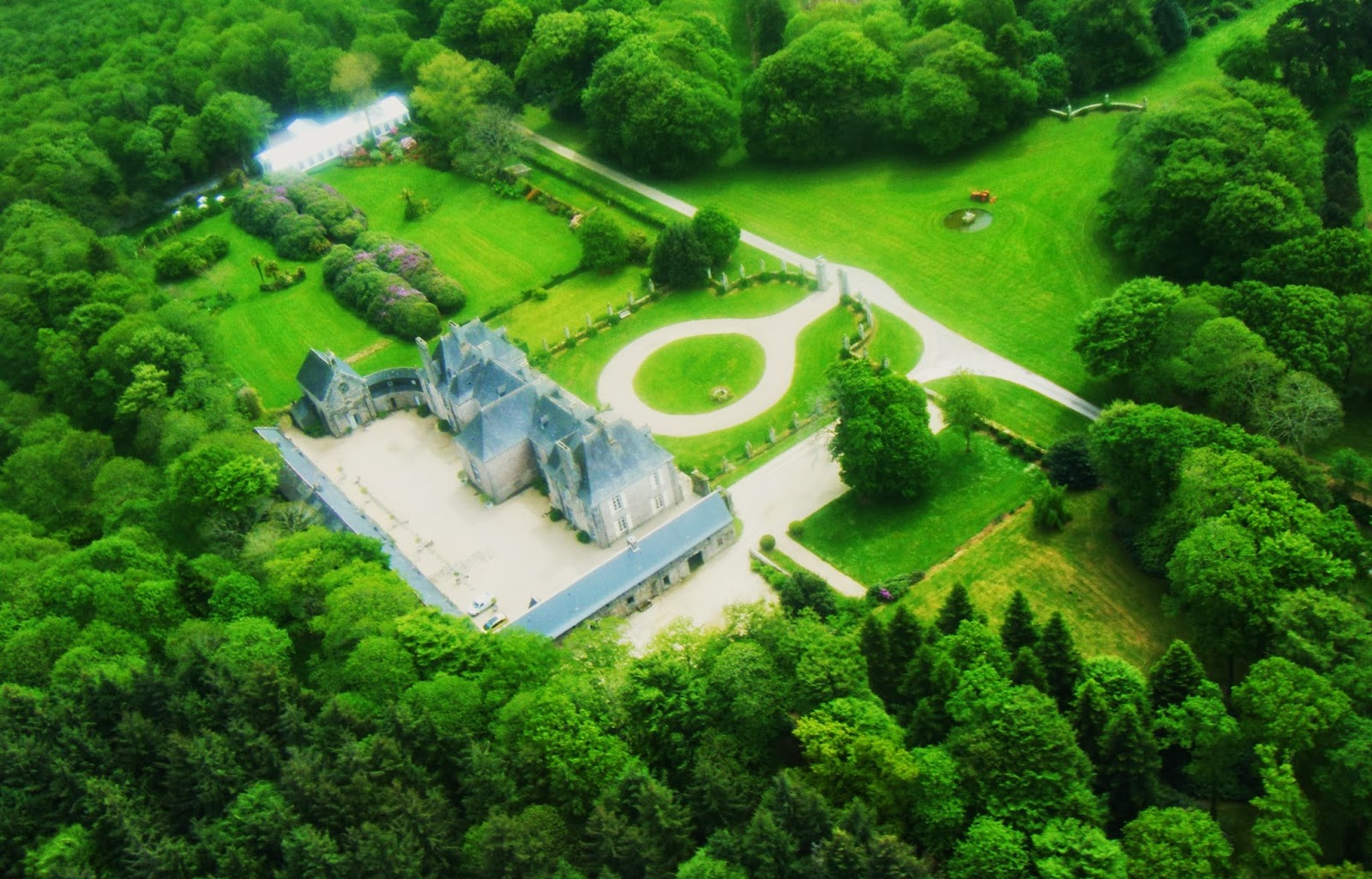
Vue du ciel du château du Guilguiffin.

C’est au XVIe siècle que la seigneurie du Guilguiffin arrive dans les mains des Plœuc, maison qui possède déjà plusieurs terres en Cornouaille et en Léon. Les Plœuc sont une famille noble attestée depuis le XIe siècle. Elle est issue des comtes de Poher et des ducs de Penthièvre originaire d’un bourg commerçant de Plœuc-sur-Lié dans les Côtes d’Armor.
Nicolas Tyvarlen (1515-1590), seigneur de Kerharo et du Guilguiffin, marié à Louise de Rosmadec ( ?- 1595), décède sans héritier mâle. Sa fille ainée Anne de Tyvarlen ( ?- 1611) épouse par contrat du 14 novembre 1580 Jean de Plœuc ( ?- 1590) , seigneur du Breignou et commissaire de l’arrière-ban de Cornouaille. Par la suite, les Plœuc continuent à habiter le manoir en Landudec où naissent, Nicolas-Joseph (1658-1695), marquis de Plœuc, et son frère François-Hyacinthe (1661-1739), ancien évêque de Cornouaille de 1707 à 1739 et conseiller du roi en tous ses conseils de 1728-1729 . Naît aussi Nicolas-Louis (1694-1779), fils de Nicolas-Joseph, initiateur de la construction du château de Guilguiffin. Dès 1713, Nicolas-Louis rejoint la marine et sert de garde-marine au département de Brest, puis devient garde du pavillon amiral en 1716 sur le vaisseau l’Argonaute. Le 19 août 1720, il entre dans le régiment de dragons où il reste dix ans avant de quitter le service militaire. De retour en Cornouaille, le marquis de Ploeuc est qualifié « haut et puissant seigneur » de multiples fiefs dans plus d’une quarantaine de villages. À partir de 1730, Nicolas-Louis obtient la charge de conseiller au parlement de Bretagne. Marié en secondes noces avec Marie du Boisguéhenneuc, il eût la réputation d'être un véritable tyran à l'égard de ses paysans. 
Depuis longtemps, Nicolas-Louis souhaitait reconstruire le manoir familial qui tombait en ruine. Dès le 7 février 1750, les premiers paiements sont donnés aux ouvriers et à son architecte Nicolas Pochic, la construction du château a débuté.
L’architecte Nicolas Pochic est originaire de Pont-Croix. Il est surtout connu pour avoir réalisé des réparations et des procès-verbaux d’expertise dans des presbytères (Cosquer d’Irvillac, Cléden-Cap-Sizun, Peumerit, Ergué-Armel …). Il travaille notamment au presbytère de Plovan pour François Marie de Penfentenyo de Kervéréguen qui est issu d’une branche cousine des Penfentenyo constructeurs d’un autre grand château en Cornouaille du XVIIIe siècle, Cheffontaines en Clohars-Fouesnant.
En 1750, Nicolas Pochic est considéré comme entrepreneurs et maître des ouvrages au château du Guilguiffin en Landudec. Sur ces chantiers Nicolas Pochic ne travaille jamais seul. Il est toujours accompagné de maîtres menuisiers, maçons, d’huissiers, ou d’architectes.

### Époque contemporaine
La Révolution en 1789 divise cette famille, l’édifice se vit dépouillé de ses biens. Après la mort en 1843 de Jean-Louis-Armand Fortuné, dernier marquis de Ploeuc et possesseur du Guilguiffin, sa fille Jeanne-Rose (1786-1844), mariée à Athanase Conen de Saint-Luc comte de Saint-Luc, riche famille de députés et parlementaires bretons, hérite du domaine. Athanase Conen de Saint-Luc effectue, avec sa descendance, de nombreuses restaurations au château du Guilguiffin. Il faut surtout attribuer aux Conen de Saint-Luc la reconstruction de la chapelle en 1847. Leur petit-fils Gaston Conen de Saint-Luc (1840-1920) fut un érudit, passionné par l'histoire locale. 
Aujourd'hui, le château est privé et a été reconverti en chambres d'hôtes.

## Architecture et décoration

### Matériaux
Le château de Guilguiffin est composé de plusieurs matériaux, des ardoises pour le toit, ou encore du fer forgé pour l’escalier. Mais celui qui prédomine est le granite. Le granite est à la fois prélevé dans des sources granitiques à Plogastel-Saint-Germain, mais est également issu de récupération.
Dès le début de 1750, la démolition du manoir familial est bien avancée. Les pierres sont ensuite retaillées et servent à l'édification de la nouvelle maison. Hypothétiquement, l’ancien manoir familial des Ploeuc n’apparaît pas avoir été le seul édifice utilisé pour la construction du château de Guilguiffin. Le manoir de Tyvarlen en Landudec semble avoir été dépouillé de ses pierres pour servir à l’édification de la bâtisse de Nicolas-Louis de Ploeuc.

### Façades
Le château du Guilguiffin comporte une façade Sud (corps de logis central et deux pavillons en légère saillie), sobre, classique, avec peu de décoration. Une grande symétrie est à noter dans les fenêtres. La façade principale au Sud, d’une longueur de soixante mètres environ, donne sur la cour d’honneur et est orientée plein sud.
L’édifice comporte trois niveaux : rez-de-chaussée, premier étage, et étage sous comble. Le toit est à long pan en ardoise et est orné de lucarnes et de cheminées. L’utilisation d’une haute toiture peut paraître étonnante et apparaît en opposition avec les traités de l’époque qui prône l’emploi d’une couverture discrète. Les hautes toitures sont néanmoins de nombreuses fois utilisées en Bretagne, avec le château de Cheffontaines en Clohars-Fouesnant (v.1770-1780) ou encore celui de Lézergué en Ergué-Gabéric (1752).
La façade Nord reprend une disposition quasiment identique à la façade Sud. S’ajoute deux éléments : des tourelles accolées aux pavillons et un pavillon en saillie dû à l’escalier hors-œuvre.

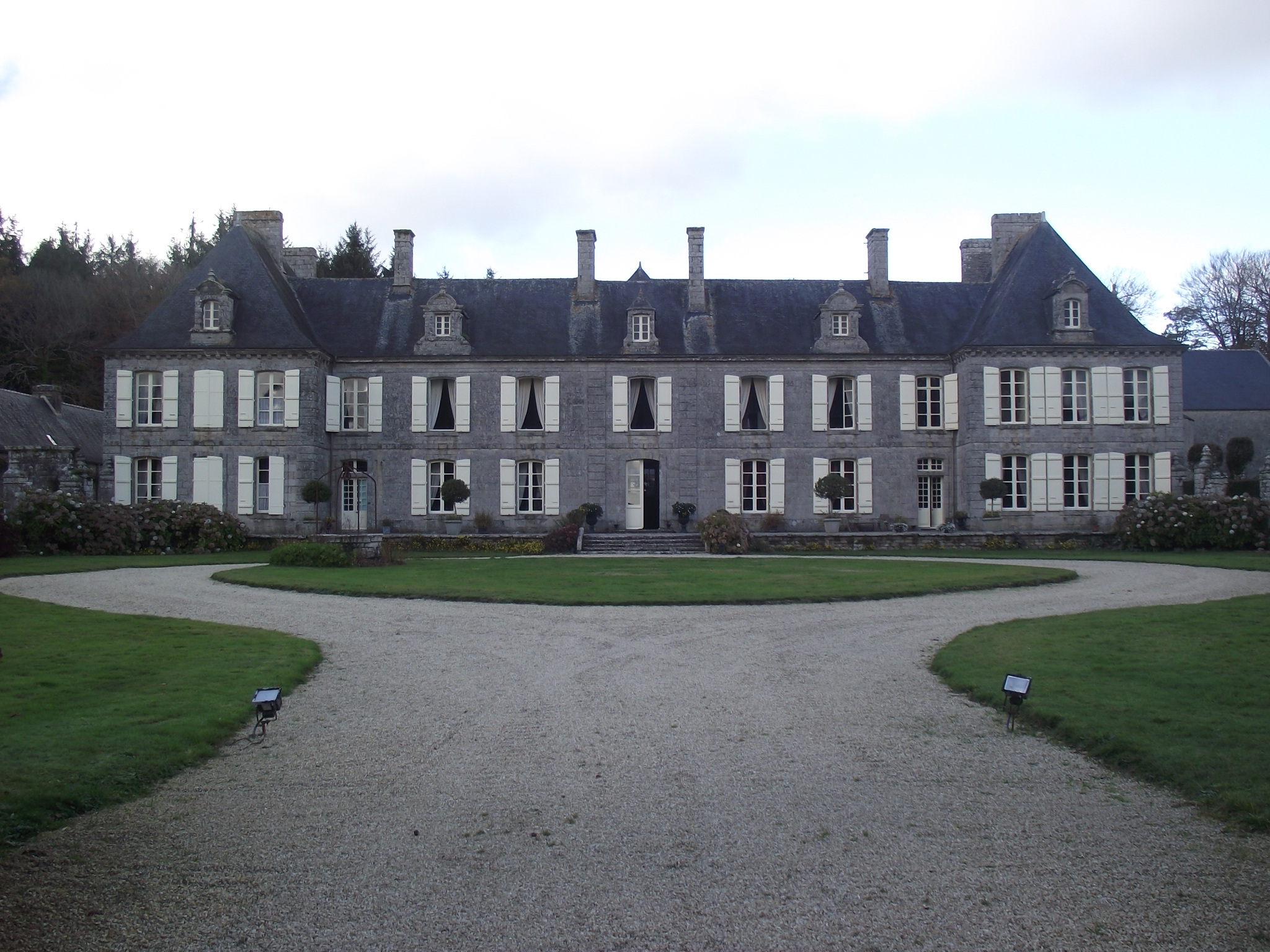
Façade Sud du château du Guilguiffin.
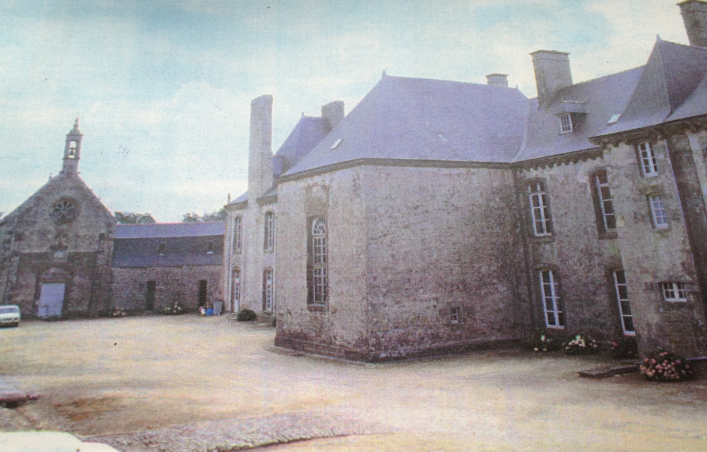
Vue de la façade Nord du château du Guilguiffin.

### Distribution intérieure

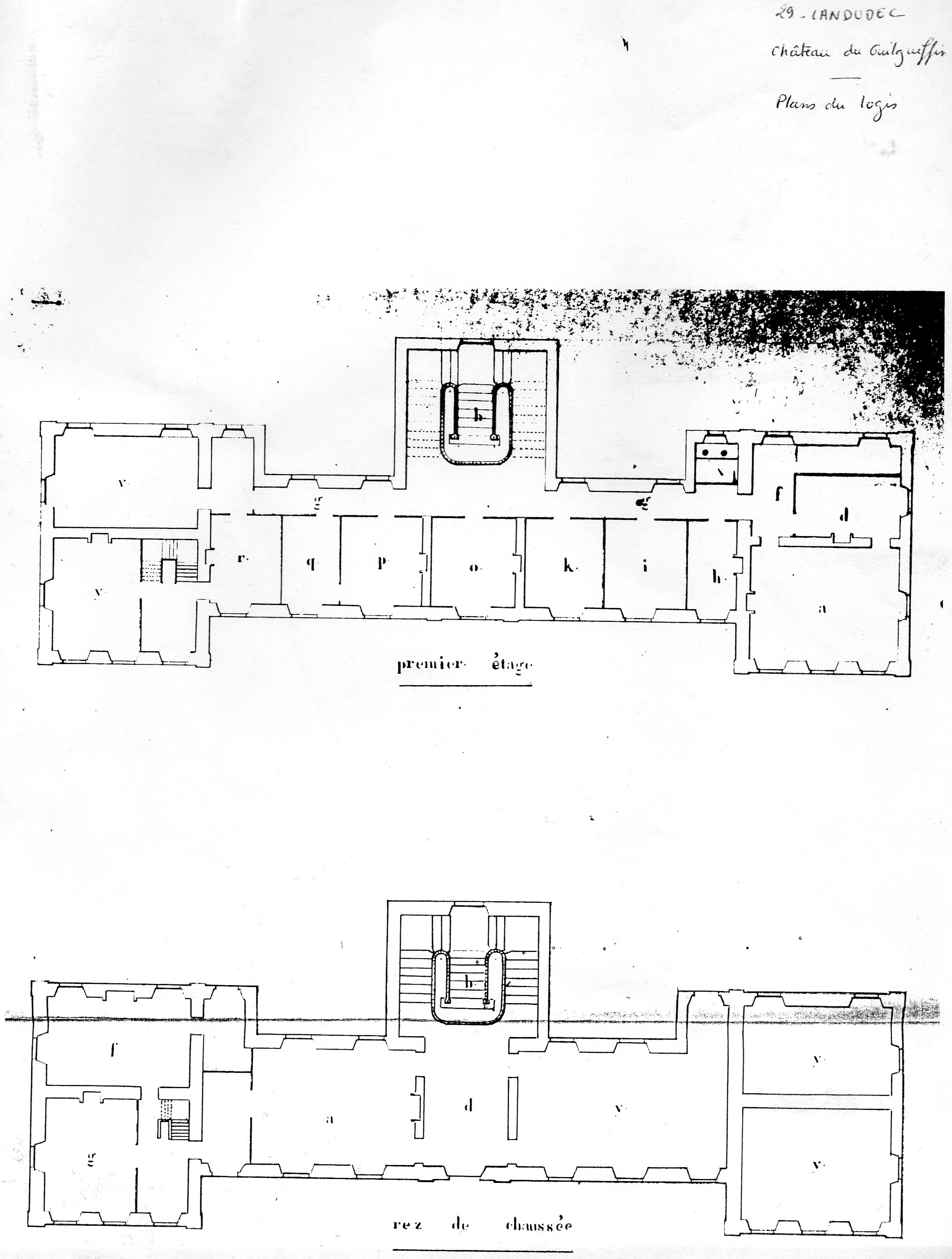
Plans du château du Guilguiffin.

Les demeures aristocratiques sont marquées au XVIIIe siècle par une forte mutation dans leur architecture. Le château est un lieu de réception, mais également un lieu de vie, où résident le seigneur et sa famille. La demeure doit pouvoir répondre aux différents besoins exigés par ses habitants. Le château du Guilguiffin se situe entre deux courants, à la fois utilisant des nouveaux concepts tels que le couloir pour la circulation, et d'autres comme l'escalier hors œuvre ou les hautes toitures, apparaissent moins novateurs et plus traditionnels, hérités des manoirs bretons du XVIe – XVIIe siècle.
Le corps de logis a une rangée de pièces simples et est entouré de deux pavillons. L’entrée dans la demeure se fait dans l’axe central qui donne directement sur le vestibule dallé et sur l’escalier. Deux pièces s'ouvrent de chaque côté du vestibule, à l’Ouest de l'entrée se trouve une salle à manger et à l’Est un salon. Toutes deux comportent des boiseries d’origine, et des poutres apparentes qui ont été restaurées au XXe siècle.
Le pavillon Ouest contient un bureau, une petite salle à manger, une cuisine, son four en pierre, et un couloir menant sur la cour des communs et à l’office disposé à l’Est de la cuisine dans la tourelle accolée à la demeure. Le pavillon Est comporte un cabinet, entièrement refait à la fin du XIXe siècle, un débarras, un vestiaire et une salle d’eau.
Les pièces sont disposées en enfilade, leurs portes sont arrangées côté jardin pour rendre la vue plus agréable.
Le premier étage du château du Guilguiffin revêt le même type de distribution qu’au rez-de-chaussée, les pièces sont néanmoins distribuées avec un couloir. Le couloir n’est pas central au château du Guilguiffin, mais fait l'objet d'un long passage au Nord qui dessert un alignement de pièces. Au XVIIIe siècle, le couloir s’impose dans la distribution des appartements au premier étage à partir de 1740 et finit par en devenir la norme. La fonctionnalité précise de chaque pièce au premier étage n’est cependant pas connue. Mais, grâce aux réparations effectuées en 1790, cela a permis d’en identifier quelques-unes, notamment les deux pavillons à trois pièces qui comportaient chacun des chambres.

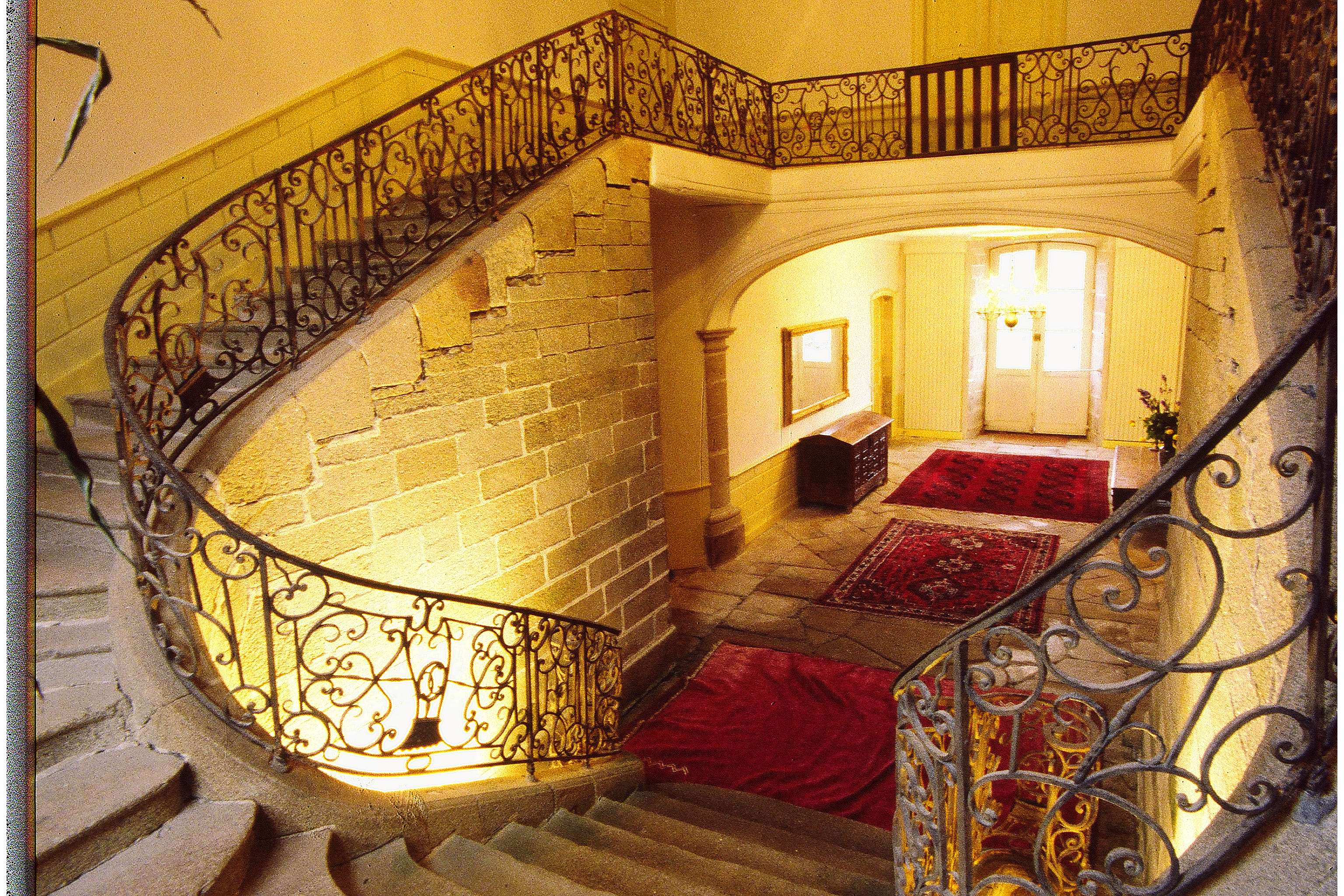
Escalier du château du Guilguiffin

Le lien entre le rez-de-chaussée et le premier étage est réalisé avec l'escalier monumental situé au milieu de l'édifice dans le logis central. L’escalier du Guilguiffin reprend un modèle traditionnel, il est muni d’une première volée axiale de marches. Il s’ensuit un palier où se dédoublent deux rampes en retour vers le premier étage. Le mur d’échiffre est plein, et les marches sont monolithes. Les différents paliers et repos sont sobres, mais l'ensemble reste imposant et en harmonie avec le château, l’escalier réalisé en granite avec ses rampes en fer forgé démontre une grande maîtrise. Il est avant tout une pièce d’apparat, qui ennoblit la demeure, et est présent pour le seigneur et ses invités. Les domestiques ayant les escaliers de dégagement situés aux extrémités de l’édifice pour monter à l’étage et au grenier.

### Composantes extérieures

#### Les communs
Les bâtiments des communs du Guilguiffin sont disposés au Nord, derrière le château, cachés à la vue du visiteur. Ils sont constitués de deux bâtiments un au Nord et un à l'Ouest. Formant un angle droit ils permettent la création de la cour intérieure. Leur agencement est original voir inhabituel pour l’époque. Traditionnellement, les communs sont placés dans une des ailes du château, ici le plan est tout autre, les disposant à l’arrière de l'édifice sans liaison directe entre les deux parties. Cet aménagement des communs par rapport à la demeure s’avère être un choix logique pour éloigner certains désagréments dus aux écuries ou au travail des domestiques, comme le bruit et les odeurs.
Ces bâtiments sont dédiés aux services de la maison et du domaine seigneurial en général. L’intérieur se compose de multiples pièces, dont chacune à un but précis. On retrouve un rez-de-chaussée, un premier étage et un étage sous comble. La bâtisse au Nord comporte des étables, un cellier, une écurie, des remises et une grange et celle à l’Ouest un bûcher, une étable et des dépendances.
Les bâtiments des communs sont en granite et ont une couverture en ardoise.
Le dernier élément des communs est un potager entouré de murets en granite, situé légèrement en retrait à l’Est du château.

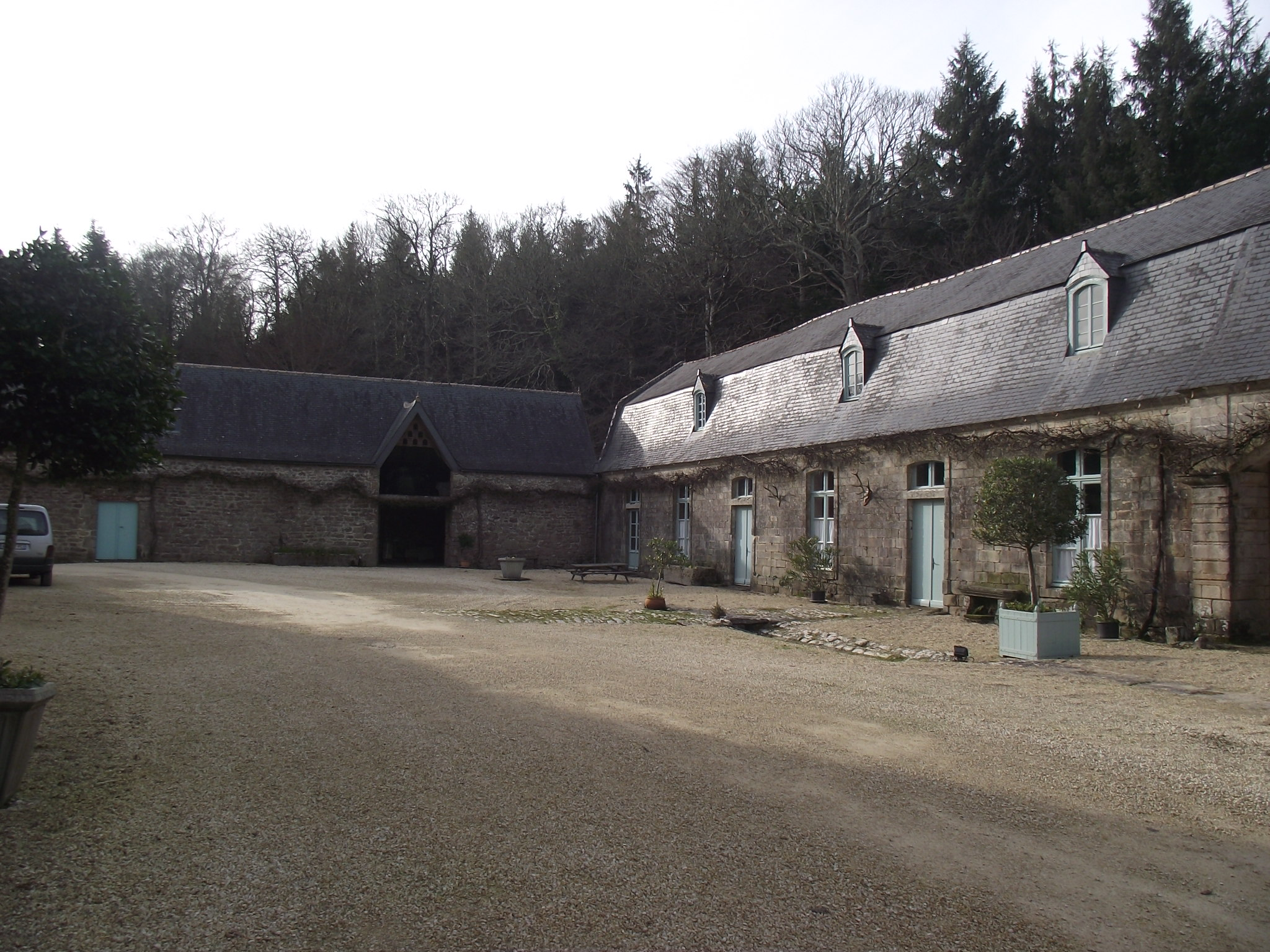
Communs Ouest et Nord du château du Guilguiffin.
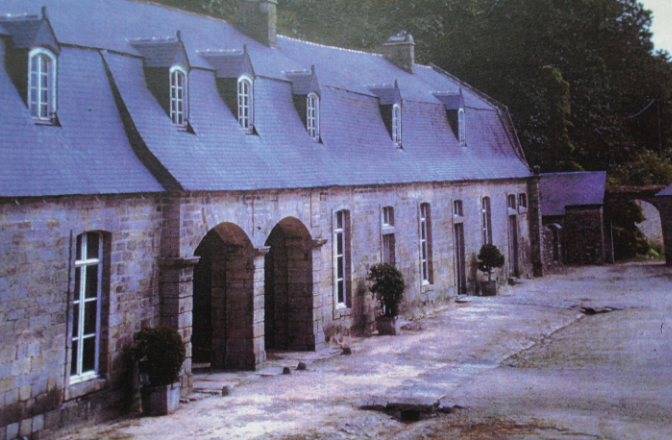
Communs nord du château du Guilguiffin.

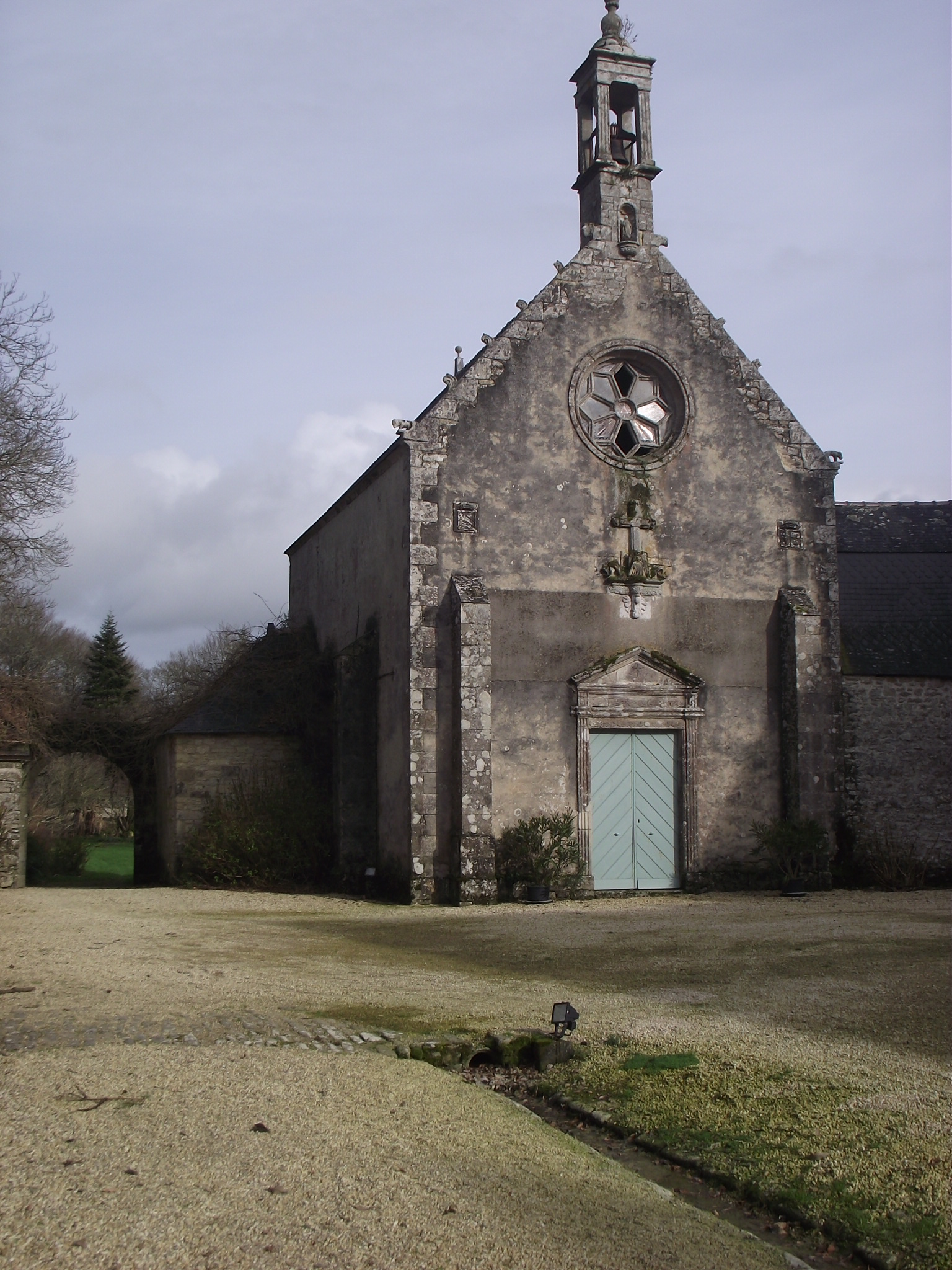
Chapelle du château du Guilguiffin.

#### La chapelle
Le château comporte des aménagements qui s’inscrivent dans une certaine tradition de la seigneurie. La chapelle du Guilguiffin est placée dans la cour des communs, à l’extrémité Est. Deux chapelles domestiques se sont succédé à cet endroit. La première, construite en 1751 par le maître d’ouvrage Nicolas-Louis de Ploeuc est quasiment absente de tout document, alors qu’elle a subsisté jusqu’à la tempête qui la fit s’effondrer en 1847. Terminée au début de l’année 1751, la première chapelle est bénite par Monseigneur, l’évêque de Quimper qui la consacre. La cérémonie se déroule le 16 mai 1751. Une centaine d'années plus tard, une nouvelle chapelle est reconstruite par le nouveau maître des lieux : Fortuné Athanase Conen de Saint-Luc. La chapelle est de plan rectangulaire et est reliée au château par une galerie couverture. La galerie permet l’accès direct des chambres de la maison à la tribune de la chapelle. Deux blasons sont à noter sur la façade, les armes des Ploeuc représentant des hermines à trois chevrons de gueules. Et à droite le blason de la famille Conen de Saint-Luc et D’Antigné, un lion armé, couronné et lampassé de gueules avec à sa gauche trois ailes de gueules becquées.
À l’intérieur, la chapelle renferme un autel. La chapelle comporte quatre vitraux représentant l’annonciation, la transfiguration, la compassion et l’assomption.
La chapelle, dédiée à l'Immaculée Conception, est bénite le 24 septembre 1849 par Monseigneur Graveran évêque de Quimper de 1840 à 1855.

#### Le colombier
Le Colombier du Guilguiffin daté du XVIe siècle, est situé à deux-cents mètres du château dans une esplanade verte à l’Ouest du parc. Construit avec deux murs concentriques en granite, il apparaît comme une tour ronde et basse, à l’intérieur il est percé de rangés de boulins et en comporte six-cent-quarante. Le toit du colombier, couvert d'une coupole en pierre, est percé par un oculus pour permettre la sortie des oiseaux. Le colombier est l’un des aménagements caractéristiques du domaine noble et accentue la domination seigneuriale.

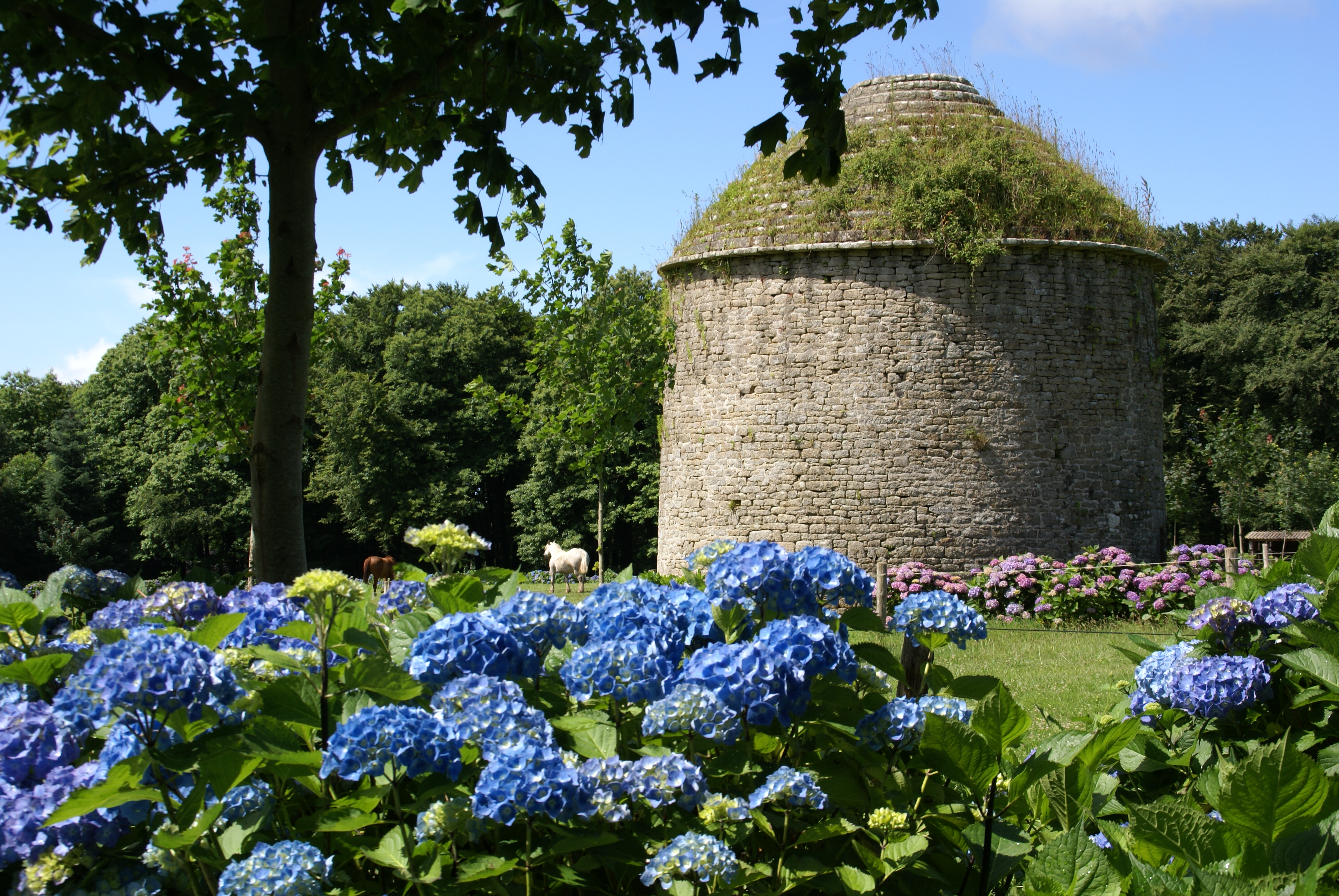
Colombier du château du Guilguiffin.
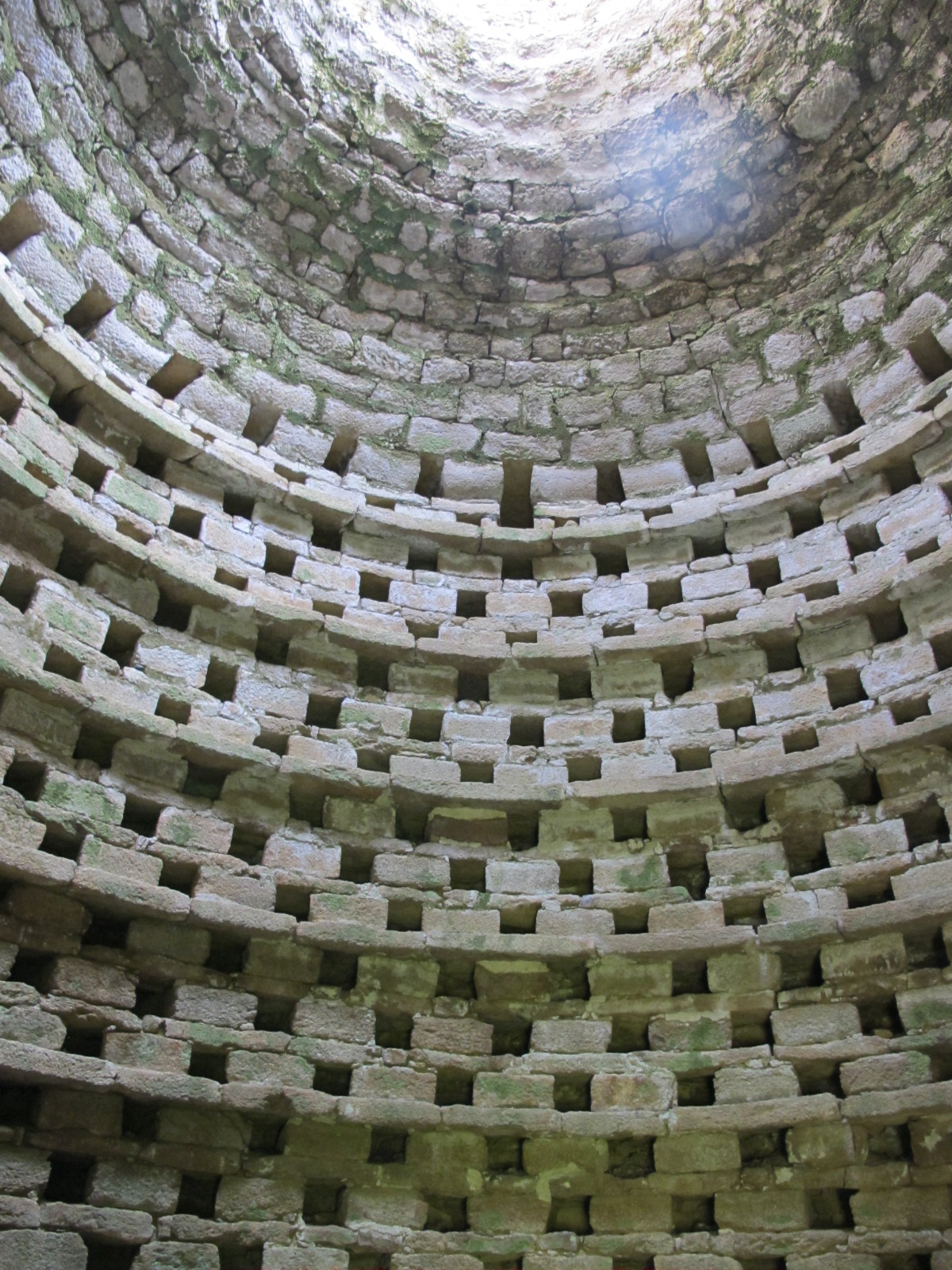
Intérieur du colombier.

### Parc et cour d'honneur
L’accueil au château du Guilguiffin se fait par la cour d’honneur. Le château surplombe la cour d'honneur érigée au-devant du logis, cette dernière s'ouvre sur le jardin. Elle est entourée de muretins surmontés d’une trentaine de piliers décorés de pot à feu. Elle reste ouverte dans son axe sur le parc, la cour d'honneur du château du Guilguiffin ne comportant pas de grille.
La cour encadre parfaitement l’édifice. À l’entrée de la cour d’honneur, qui répond symétriquement à celle du château, se trouvent deux piliers monumentaux. Ces deux piliers sont décorés de motifs floraux. Des sculptures représentant des scènes de chasse surmontent également les piliers. Au milieu des sculptures se trouve un sanglier, entouré par deux chiens qui essaient de l’attraper. Le château du Guilguiffin étant dédié à la chasse, ce choix de décoration apparaît légitime. L’intérieur de la cour d’honneur comporte un chemin menant au château, un puits en granite et des parterres gazonnés.
Dans le prolongement de la cour d'honneur se trouve le parc du château. Le parc est composé de cinq grandes allées à travers les bois qui mènent au château, toutes convergent vers la cour d'honneur. Il est également constitué de grandes étendues vertes. Le jardin est rythmé par deux clôtures semi-circulaires. Les deux clôtures sont une allusion à celle de la cour d’honneur et ont le même schéma stylistique : un muret surmonté de piliers.
Le parc, réalisé en même temps que le château, se veut un prolongement de ce dernier et nous montre un ensemble homogène. Le nom du concepteur n’est aujourd’hui pas connu.

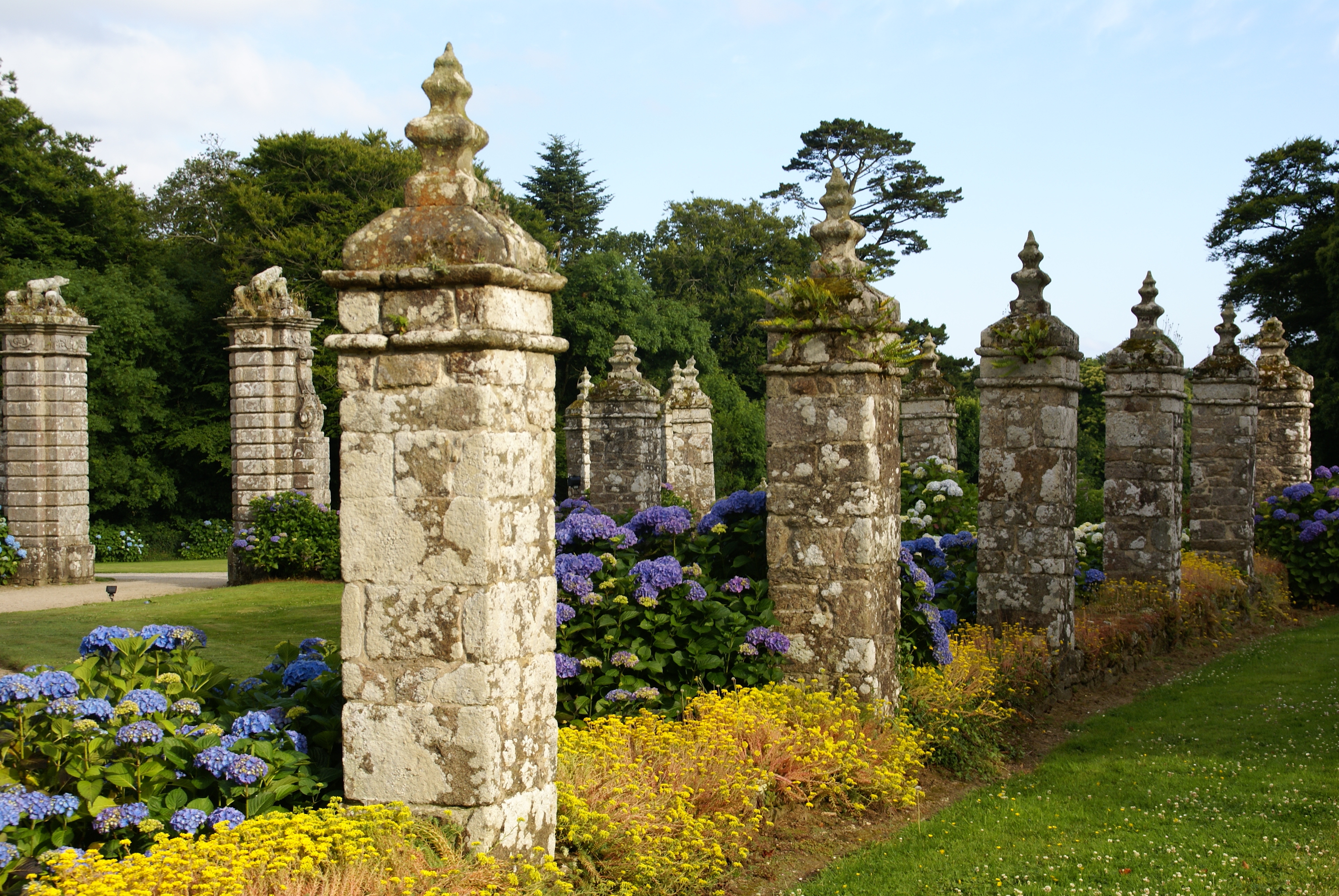
Piliers de la cour d'honneur.
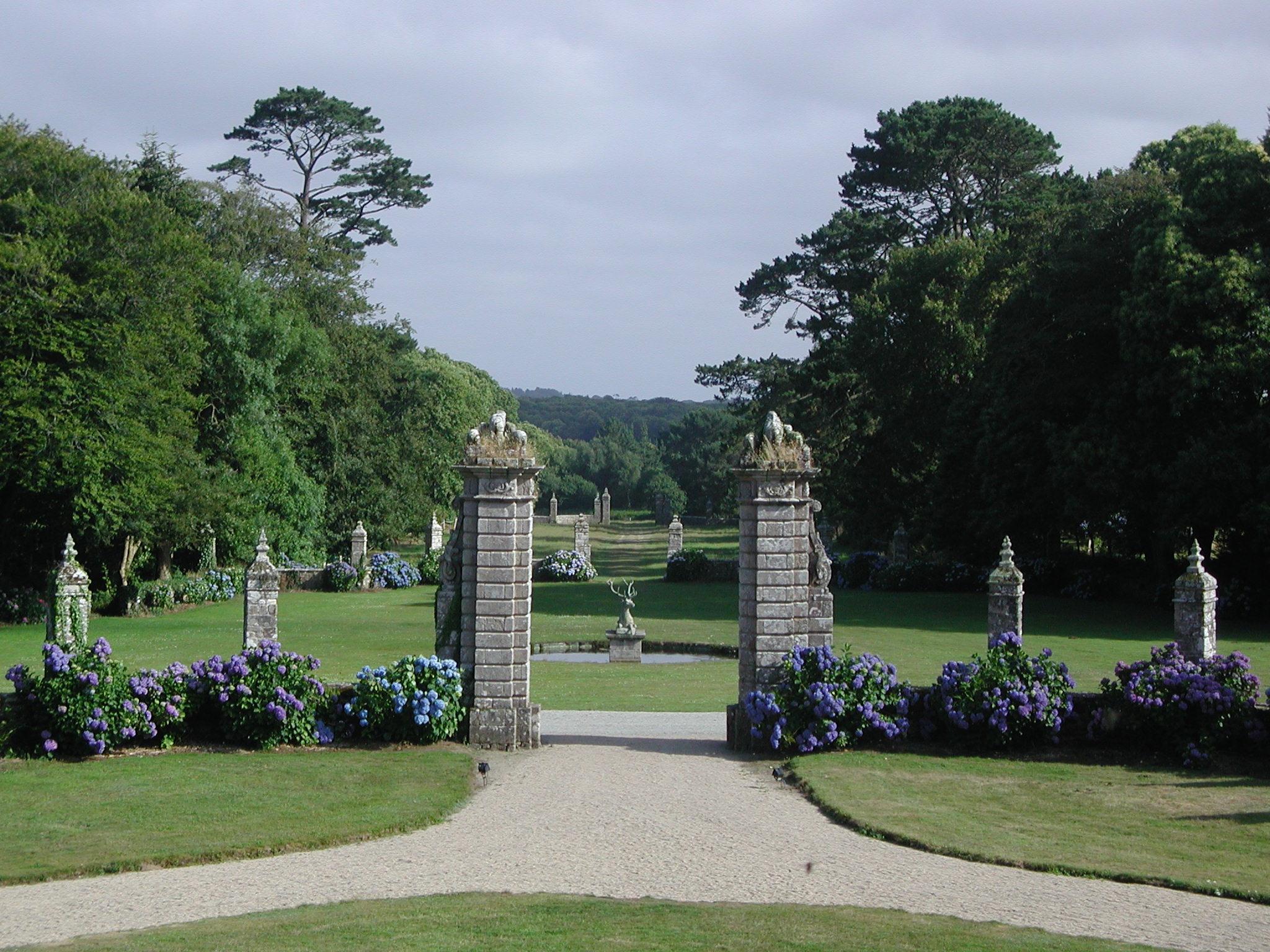
Vue du parc depuis la cour d'honneur.
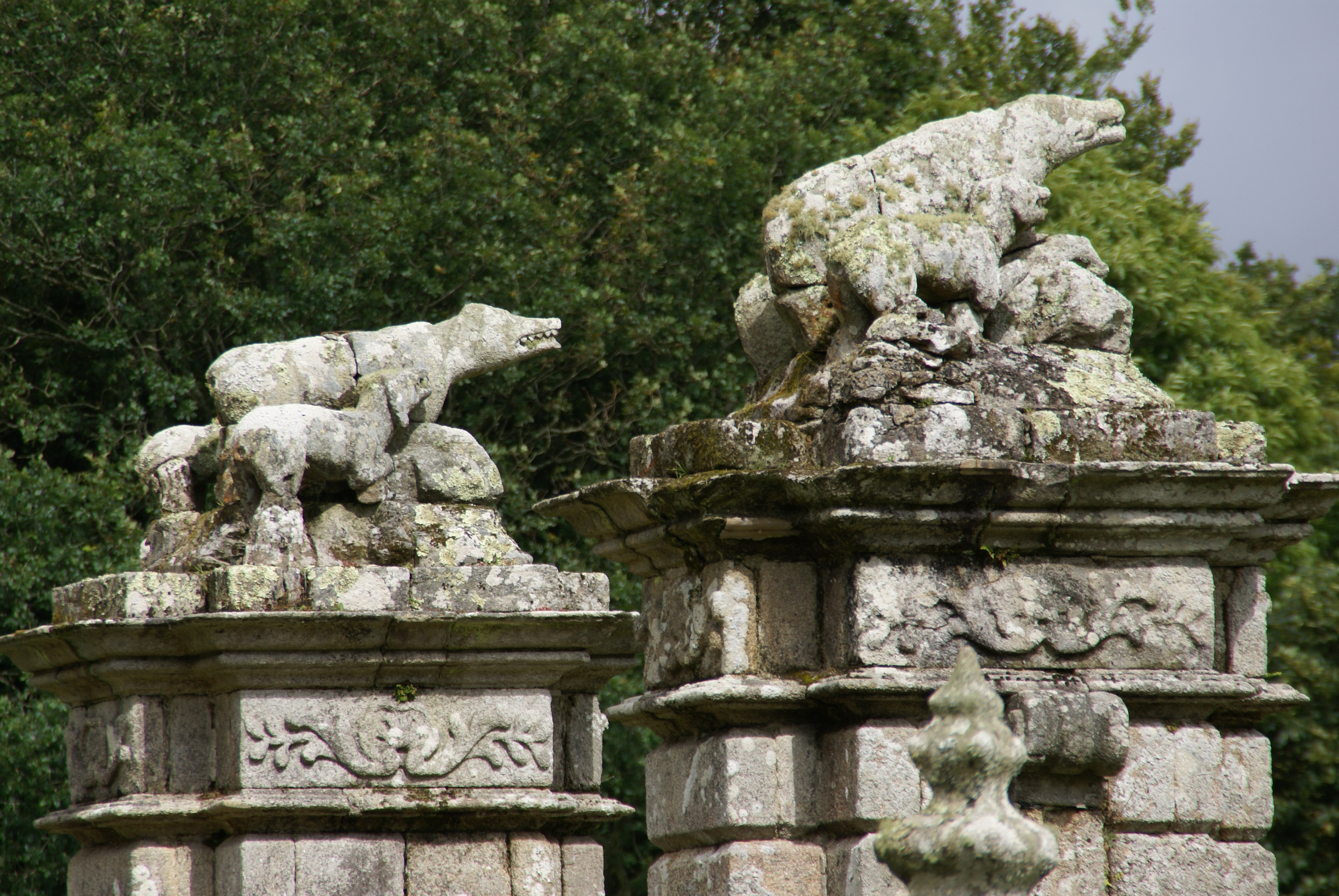
Piliers monumentaux de la cour d'honneur.